# Green Mothers' Club
Green Mothers' Club (그린마더스클럽?, Geurin madeoseu keulleobeuLR) è una serie televisiva sudcoreana trasmessa su JTBC dal 6 aprile al 26 maggio 2022. Internazionalmente è stata distribuita da Netflix.

## Trama
La serie segue le vicende di cinque madri che si conoscono alla scuola elementare frequentata dai rispettivi figli.

## Personaggi e interpreti
- Lee Eun-pyo, interpretata da Lee Yo-won
- Byeon Chun-hui, interpretata da Choo Ja-hyun
- Seo Jin-ha, interpretata da Kim Gyu-ri
- Kim Young-mi, interpretata da Jang Hye-jin
- Park Yun-joo, interpretata da Joo Min-kyung